# Karl Michel von Tüßling

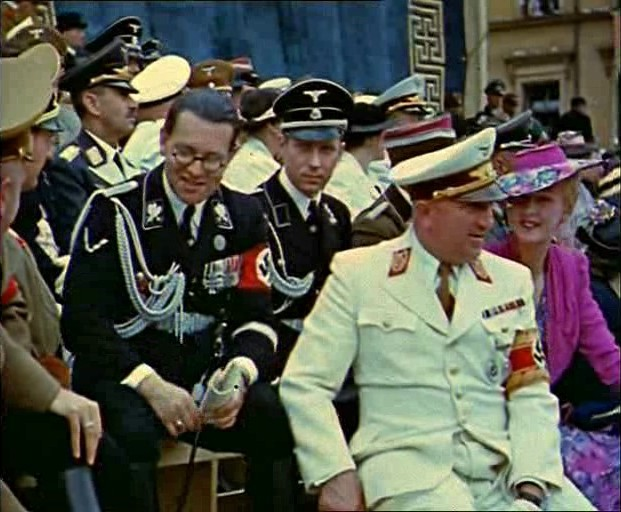
Im Vordergrund, v. l. n. r.: Philipp Bouhler, Karl Freiherr Michel von Tüßling, Robert Ley, Inga Ley; München, Juli 1939

Karl Richard Freiherr Michel von Tüßling (* 27. Juli 1907 in Tüßling; † 30. Oktober 1991 ebenda) war ein deutscher SS-Sturmbannführer und Funktionsträger in der Reichsleitung der NSDAP. Er diente in der Kanzlei des Führers, im Stab Reichsführer SS und im Stab des SS-Hauptamts. Von 1936 an war er zudem der persönliche Adjutant des Reichsleiters der NSDAP, Chefs der Kanzlei des Führers und SS-Obergruppenführers Philipp Bouhler, Beauftragter Adolf Hitlers für die Aktion T4.

## Leben

### Herkunft

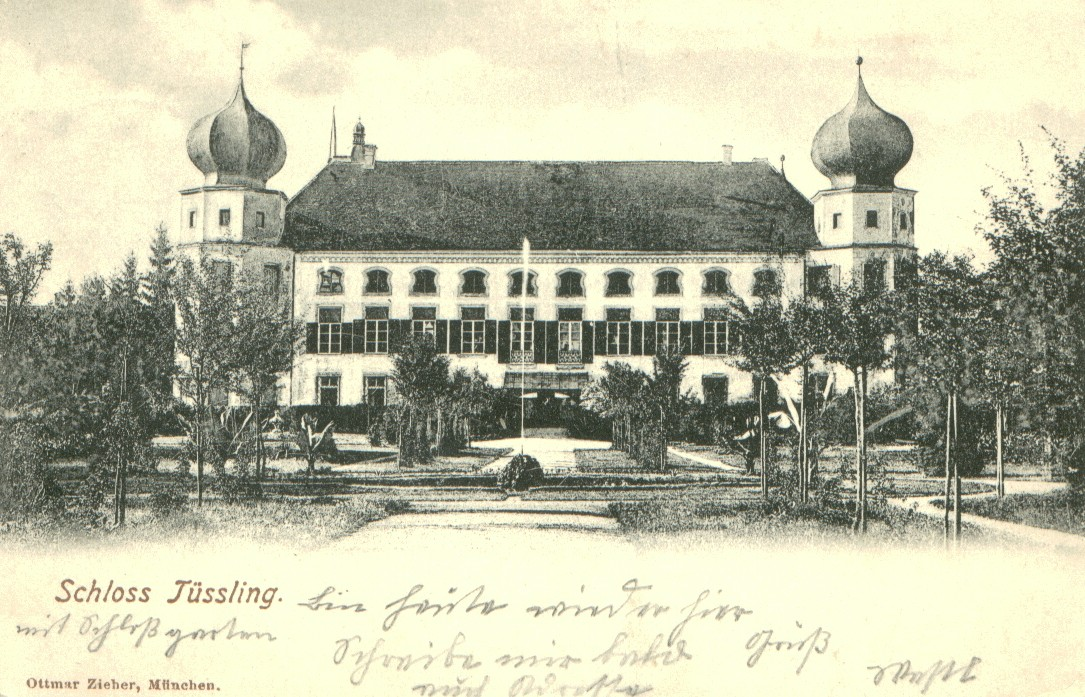
Schloss Tüßling (um 1900)

Karl Freiherr Michel von Tüßling wurde am 27. Juli 1907 in Tüßling geboren. Er war der Sohn des Alfred Michel (1870–1957), der am 21. Dezember 1905 (immatrikuliert am 11. Januar 1906) als „Alfred Freiherr Michel von Tüßling“ in den bayerischen Adels- und Freiherrenstand erhoben wurde, und der Hertha (1877–1948) geb. Freiin, späteren Gräfin Wolffskeel von Reichenberg.
Michel von Tüßling wuchs auf dem oberbayerischen Schloss Tüßling auf, welches sein Vater 1905 erworben hatte. Nach dem Ersten Weltkrieg absolvierte er das Abitur und studierte in München an der Ludwig-Maximilians-Universität Forstwissenschaften, die er als Diplom-Forstwirt abschloss.
Michel von Tüßling entstammte einer nationalkonservativ geprägten Familie. Sein Vater hatte als Königlich-Bayerischer Major der Reserve gedient. Sein Onkel Eberhard Wolffskeel von Reichenberg (1875–1954) diente als Major im Deutschen Heer und war als Stabschef des stellvertretenden Kommandeurs der IV. Osmanischen Armee aktiv am Völkermord an den Armeniern beteiligt. Sein Onkel Richard von Michel-Raulino (1864–1926) war ein engagiertes Mitglied der Deutschnationalen Volkspartei sowie Herausgeber und Eigentümer des nationalkonservativen Bamberger Tagblatts. Seine ältere Schwester Freda (1905–1936) heiratete 1928 den „Alten Kämpfer“ Henning von Nordeck (1895–1978), der 1934 als SS-Standartenführer im Stab des SS-Oberabschnitts Süd mit Sitz in München diente. Michel von Tüßling war Mitglied der Deutschen Adelsgenossenschaft, Landesabteilung Bayern.

### Mitglied der NSDAP und der SS

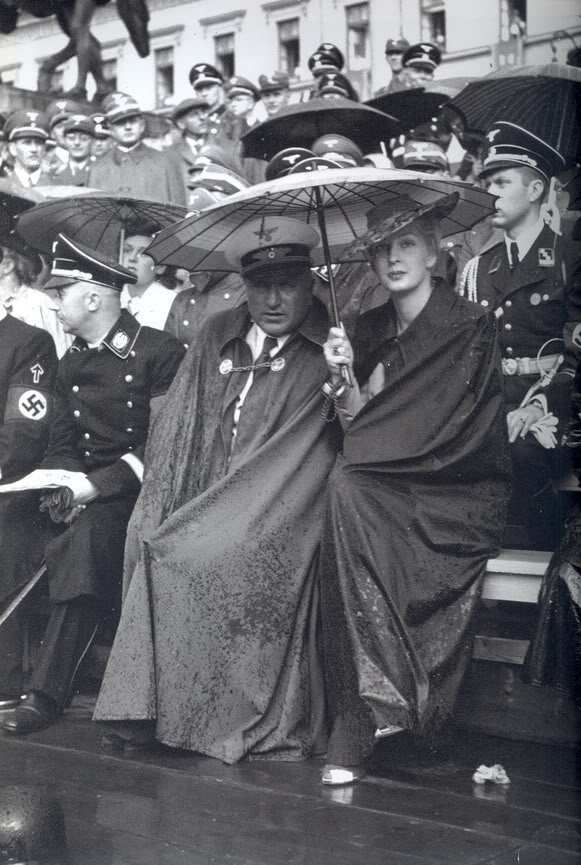
V. l. n. r.: Heinrich Himmler, Robert Ley mit seiner Frau Inga, Karl Freiherr Michel von Tüßling (als SS-Hauptsturmführer, rechts), München, 1939

Michel von Tüßling trat 1933 der NSDAP (Mitgliedsnummer 1.726.624) und zum 10. März desselben Jahres einer motorisierten Einheit der 1. SS-Standarte in München bei (SS-Nummer 56.074), die von Viktor Brack kommandiert wurde, der auch als Stabsleiter für den Reichsgeschäftsführer der NSDAP Philipp Bouhler im Braunen Haus arbeitete. Nachdem Adolf Hitler Bouhler 1934 mit der Einrichtung der Kanzlei des Führers (KdF) in Berlin beauftragte, nahm dieser Brack und Michel von Tüßling mit nach Berlin. Beide dienten unter Bouhler in der Kanzlei des Führers. 1936 wurde Brack Bouhlers Stellvertreter und Oberdienstleiter des Hauptamtes II der KdF, Michel von Tüßling wurde Bouhlers persönlicher Adjutant. Diese relativ kleine Dienststelle unterstand unmittelbar Hitler, erledigte seine Privatangelegenheiten, bearbeitete an ihn gerichtete Bittgesuche und sprach Begnadigungen aus. Ab etwa April 1939 spielte die von Bouhler geleitete Kanzlei bei der Planung und Organisation der so genannten Kinder-Euthanasie und der Aktion T4 und ab 1941 bei der durch Bouhler und Reichsführer SS Himmler initiierten Aktion 14f13 sowie der Aktion Reinhardt eine zentrale Rolle. Die Leitung der NS-Krankenmorde übertrug Bouhler weitgehend an Viktor Brack.
Michel von Tüßling gehörte zum Führungskorps der Reichsführung SS in Berlin. Von 1935 an diente er als SS-Führer im Stab Himmlers (RFSS) sowie von 1937 bis 1945 auch im Stab des SS-Hauptamts und wurde regelmäßig befördert.  Er war ein frühes Mitglied der durch Himmler gegründeten Organisation Lebensborn.
Im Mai 1945 wurde Bouhler bei Zell am See verhaftet und beging Suizid. Brack gelang zusammen mit anderen Angehörigen der KdF die Flucht nach Bayern per Flugzeug. Dort wurde er am 20. Mai 1946 verhaftet, geriet ins Gefängnis Traunstein, und wurde dann im Lager Moosburg interniert.
1947 verfasste Michel von Tüßling im Internierungslager Regensburg eine eidesstattliche Versicherung zur Verteidigung Viktor Bracks, der in den Nürnberger Ärzteprozessen u. a. wegen Kriegsverbrechen und Verbrechen gegen die Menschlichkeit angeklagt, für schuldig befunden und 1948 hingerichtet wurde. In dieser beschrieb er unter anderem auch ihre (Bracks, Bouhlers, Michel von Tüßlings) Beziehungen zu Hitlers Privatsekretär Martin Bormann:

„Brack war ein ausgesprochener Gegner der Politik Bormanns, besonders der von Bormann vertretenen Forderungen der NSDAP-Totalität. Ich weiß das sehr genau, denn Brack hat mich wiederholt darum gebeten, meinen persönlichen Einfluß zu nutzen, um Reichsleiter Bouhler zu einer aktiveren Haltung gegen Bormanns Bemühungen zu veranlassen. Zweifellos teilte Bouhler Bracks und meine Meinung über Bormann, aber änderte trotz seiner Proteste nichts an seiner passiven Haltung gegenüber Bormann. ... Ich bin davon überzeugt, dass er [Brack] die SS nicht als Organisation für die Verbrechensverübung ansah. Seine Einstellung zur Judenfrage entsprach nicht der üblichen SS-Konzeption. Er stand mit mehreren gemischten Juden in gutem Einvernehmen und handelte in seiner Funktion wiederholt für Juden, die sich um Hilfe bewarben.“

 Michel von Tüßling gelang es, seine bis 1945 andauernde KdF- und SS-Aktivität vor den amerikanischen Anklägern zu verbergen und sich so der alliierten Justiz zu entziehen. In den Nürnberger Ärzteprozessen versicherte er eidesstattlich, im September 1939 in die Luftwaffe eingezogen worden zu sein und dort bis Kriegsende an der Front gedient zu haben. Nach seiner Entlassung aus dem Internierungslager im Jahre 1948 kehrte er nach Tüßling zurück und arbeitete als Land- und Forstwirt. Zu seinem Freundeskreis aus der Reichsleitung gehörte nebst Brack und Bouhler auch Albert Speer, der ihn nach seiner Entlassung aus dem Kriegsverbrechergefängnis Spandau im Jahre 1966 regelmäßig auf seinem Anwesen besuchte. Karl Michel von Tüßling starb 1991 auf Schloss Tüßling.

### Familie

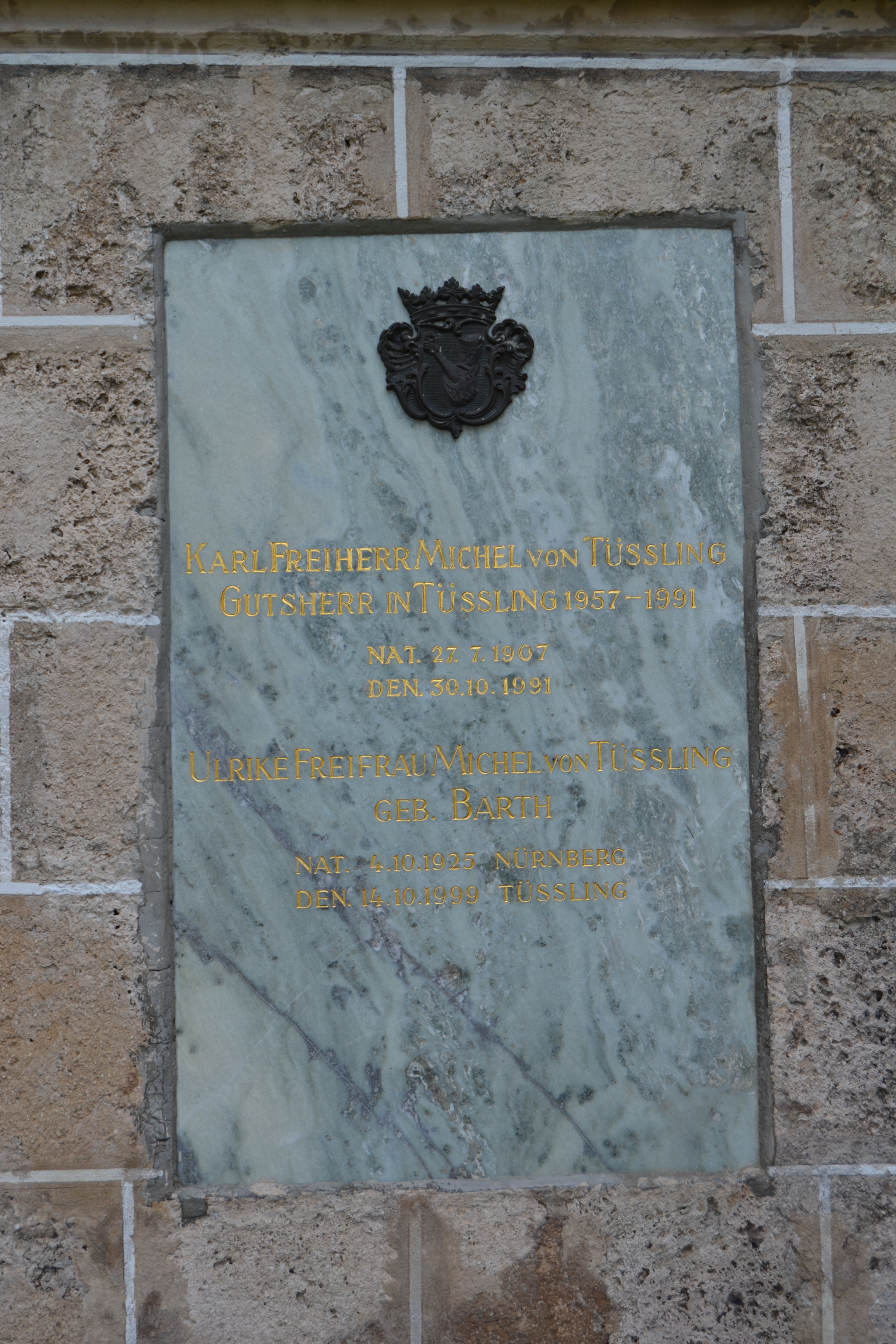
Grabmal des Karl Freiherr Michel von Tüßling und seiner Frau Ulrike an der Wallfahrtskirche Unschuldige Kinder, Heiligenstatt (Tüßling)

Michel von Tüßling war zweimal verheiratet. Am 16. Mai 1938 heiratete er Elisabeth (1918–1996), die Tochter des Diplomaten Wilhelm von Stumm, in Berlin. Diese Ehe wurde am 22. Dezember 1948 in Traunstein geschieden. Am 14. November 1960 heiratete er Ulrike (1925–1999), die Tochter des Hopfenhändlers Heinrich T. Barth, in München. Er hatte drei Kinder. Seine Tochter Stephanie (* 1961) erbte 1991 als Alleinerbin Gut und Schloss Tüßling sowie das Forstgut Mamhofen bei Starnberg von ihrem Vater. Seine Tochter Ulrike (* 1962) heiratete 1988 Eckbert von Bohlen und Halbach (* 1956), Sohn von Berthold von Bohlen und Halbach. Diese Ehe wurde 1995 geschieden.

## Offiziersränge

### SS
- 1935: SS-Untersturmführer
- 1936: SS-Obersturmführer
- 1938: SS-Hauptsturmführer
- 1941: SS-Sturmbannführer[24]

### Wehrmacht
- bis 1942: Leutnant der Reserve
- 1943: Oberleutnant der Reserve

## Auszeichnungen
- Ehrendegen Reichsführer SS[25]
- Eisernes Kreuz
  - II. Klasse
  - I. Klasse
- SA-Sportabzeichen in Bronze
- SS-Zivilabzeichen Nr. 106.983.[26]